# Markus Hantschk
Markus Ferdinand Hantschk (ur. 19 listopada 1977 w Dachau) – niemiecki tenisista.

## Kariera tenisowa
Karierę tenisową Hantschk rozpoczął w 1996 roku, a zakończył w 2006 roku.
W grze pojedynczej jego najlepszymi wynikami są 2 finały zawodów rangi ATP World Tour, w Ćennaju i Bukareszcie. Oba turnieje rozgrywane były w 2000 roku.
W rankingu singlowym Hantschk najwyżej był na 71. miejscu (30 października 2000), a w klasyfikacji deblowej na 348. pozycji (3 sierpnia 1998).

### Finały w turniejach ATP World Tour
| Nazwa                         |
| ----------------------------- |
| Wielki Szlem                  |
| Igrzyska olimpijskie          |
| Tennis Masters Cup            |
| ATP Masters Series            |
| ATP International Series Gold |
| ATP International Series      |

#### Gra pojedyncza (0–2)
| Końcowy wynik | Nr | Data             | Turniej   | Nawierzchnia | Przeciwnik     | Wynik finału     |
| ------------- | -- | ---------------- | --------- | ------------ | -------------- | ---------------- |
| Finalista     | 1. | 9 stycznia 2000  | Ćennaj    | Twarda       | Jérôme Golmard | 3:6, 7:6(6), 3:6 |
| Finalista     | 2. | 17 września 2000 | Bukareszt | Ceglana      | Juan Balcells  | 4:6, 6:3, 6:7(1) |